# 38 Lyncis
38 Lyncis (kurz 38 Lyn) ist ein weißlich leuchtender Stern in der südöstlichen Ecke des Sternbilds Luchs, wenige Grad nördlich von Alpha Lyncis. Mit einer scheinbaren Helligkeit von 3,92m  erscheint er dem bloßen Auge relativ lichtschwach. Nach Parallaxen-Messungen der Raumsonde Gaia ist er etwa 132 Lichtjahre von der Erde entfernt. Er ist ein Hauptreihenstern der Spektralklasse A1 V und gehört dem Typ der Heliumsterne an. Er besitzt u. a. einen stellaren Begleiter mit einer scheinbaren Helligkeit von 6,09m, der im Jahr 2022 von der Erde aus betrachtet eine Winkeldistanz von 2,5 Bogensekunden zu ihm hatte.